# 港湾数字
港湾数字（こうわんすうじ、中国語: 港湾数字、英語: Harbour Digital）は、中華人民共和国のインターネットメディア企業。動画共有サービスであるYoukuとTudouが合併後にYouku Tudou Inc.（中国語: 优酷土豆）が設立され、合一集団に改名後、現在の名称に改名した。

## 歴史
2012年3月11日、YoukuはTudouを株式交換で合併し、Youku Tudou Inc.（優酷土豆）に変更した。
2012年8月20日、YoukuとTudouは香港にて株主総会を開催し、Youku Tudouの合併計画について会議を行った後に可決し、Youku Tudouが正式に設立された。
2014年4月28日、アリババグループは1,22億ドルでYouku Tudouを16.5％の株式を取得した。
2015年8月6日、社名を合一集団に変更した。
2016年4月6日、合一集団は合併計画に従い、アリババグループとの合併取引が完了し、アリババの完全子会社となった。
2021年9月1日、社名を港湾数字に変更した。